# Darrell McCall
Darrell McCall (* 30. April 1940 in New Jasper, Ohio) ist ein Country-Sänger, der als kompromissloser Traditionalist gilt. Unbeeindruckt von aktuellen Modeströmungen bleibt er dem klassischen Honky Tonk Stil treu.
1958 zog McCall mit seinem Freund Johnny Paycheck nach Nashville. Ein erster Karriereversuch als Duo misslang. McCall arbeitete daraufhin eine Zeit lang als Studio-Sänger. Nach einem kurzen Zwischenspiel bei der Gruppe Little Dippers versuchte er sich erfolglos als Popmusiker. 1963 erreichte er mit A Stranger Was Here einen mittleren Platz in den Country-Charts.
Darrel McCall zog sich ein paar Jahre aus dem Musikgeschäft zurück und arbeitete als Schauspieler und Rodeoreiter. 1968 unternahm er einen neuen Anlauf als Country-Sänger und produzierte einige leidlich erfolgreiche Singles und ein Album. Schon 1971 wurde seine musikalische Laufbahn erneut unterbrochen, als seine Schallplattenfirma den Vertrag nicht verlängerte. 1974 ging es bei einem neuen Label weiter. Wieder wurden nur mittlere Erfolge erzielt. Lediglich in den Jahren der Outlaw-Bewegung zwischen 1975 und 1978 konnte sich McCall etwas in den Vordergrund schieben.
Er produzierte bis Mitte der achtziger Jahre bei verschiedenen Labels Singles, die aber selten über Platz 50 der Country-Charts hinauskamen. Sein altmodischer Stil – von der Kritik und den Kollegen durchaus respektiert – war beim breiten Publikum nicht gefragt. Darrell McCall kann auf eine kleine aber treue Gefolgschaft von Hardcore-Traditionalisten bauen. Sein Name hat in der Country-Szene einen guten Klang.

## Alben
- 1969 – Meet Darrell McCall
- 1977 – Lilly Dale
- 1986 – Reunion
- 1993 – All She Did Was Fall In Love
- 1995 – A Way To Survive
- 1996 – Real McCall (Box Set)
- 1997 – Pictures Can't Talk Back
- 1997 – Hot Texas Country
- 2005 – Old Memories And Wine
- 2009 – Keeping With Tradition

| Personendaten    | Personendaten             |
| ---------------- | ------------------------- |
| NAME             | McCall, Darrell           |
| KURZBESCHREIBUNG | US-amerikanischer Musiker |
| GEBURTSDATUM     | 30. April 1940            |
| GEBURTSORT       | New Jasper, Ohio          |